# Kraj (Pašman)
Kraj (italsky Paese) je vesnice a přímořské letovisko v Chorvatsku v Zadarské župě, nacházející se na ostrově Pašman, spadající pod opčinu Pašman. V roce 2011 zde žilo celkem 281 obyvatel. V roce 1991 naprostou většinu obyvatelstva (97,24 %) tvořili Chorvati.
Sousedními vesnicemi jsou Mrljane, Pašman a Tkon. Nejdůležitější dopravní komunikací je silnice D110.